# 胡士賓
胡士賓（？年—？年），字？，江蘇省江寧府六合縣人，萬曆四十六年貢生，任四川鄰水縣知縣。